# Josh Banderas
Josh Banderas (Lincoln, Nebraska, 1995. február 22. –) amerikai amerikaifutball-játékos és -edző. 2021-ben az Oregon State Beavers edzőhelyettese, 2022-ben a Philadelphia Stars játékosa volt.

## Tanulmányai
A Lincoln Southwest középiskolában az amerikaifutball-csapat linebackere, utolsó évében pedig emellett running backje volt. Negyedévesen 18 touchdownja volt; teljesítményéért az Omaha World-Herald és a Lincoln Journal Star az All-State csapataik kapitányává választotta.
Több egyetem érdeklődött iránta, végül a Nebraska–Lincolnra iratkozott be, ahol elsőévesen a Nebraska Cornhuskers minden mérkőzésén játszott. Negyedévesen 93 tackle-je volt és elnyerte az All-Conference elismerést.

## Játékosként
2017-ben szabadúszóként a Denver Broncosszal szerződött; júliusban kirúgták. 2019-ben a Salt Lake Stallions nyolc mérkőzésén játszott. 2020-ban az Edmonton Elksszel szerződött, de a szezon megszakadt, a következő évben pedig a The Spring League-beli Generals játékosa volt.
A 2022-es USFL-draft során a Philadelphia Stars kiválasztotta; április 30-án az inaktív játékosok közé került, majd május 5-én visszasorolták az aktív keretbe. Hat mérkőzésen játszott.

## Családja
Édesapja, Tom szintén a Nebraska Cornhuskers játékosa volt.

## Fordítás
- Ez a szócikk részben vagy egészben  a   Josh Banderas című angol Wikipédia-szócikk ezen változatának fordításán alapul.  Az eredeti cikk szerkesztőit annak laptörténete sorolja fel. Ez a jelzés csupán a megfogalmazás eredetét és a szerzői jogokat jelzi, nem szolgál a cikkben szereplő információk forrásmegjelöléseként.